# Dekanat San José (archidiecezja Cartagena de Indias)
Dekanat San José – jeden z 11 dekanatów rzymskokatolickiej archidiecezji Cartagena de Indias w Kolumbii. 
Według stanu na styczeń 2017 w skład dekanatu San José wchodziło 9 parafii rzymskokatolickich. Urząd dziekana sprawował wówczas Jorge Iván Moreno Ortíz. 

## Lista parafii
Źródło:
| Lp. | Miejscowość         | Parafia                                       | Grafika | Kościół                                                             | Adres                                             | Proboszcz                            |
| --- | ------------------- | --------------------------------------------- | ------- | ------------------------------------------------------------------- | ------------------------------------------------- | ------------------------------------ |
| 1   | Cartagena de Indias | Parafia Chrystusa Króla                       |         | Kościół Chrystusa Króla w Cartagena de Indias                       | Crespo Av.3ª # 70-32, Cartagena                   | ks. José Yenid Perdomo Rojas         |
| 2   | Cartagena de Indias | Parafia Wcielenia Jezusa                      |         | Kościół Wcielenia Jezusa w Cartagena de Indias                      | La Boquilla Cr 7ª 69-65, Cartagena                | ks. Humberto Enrique Contreras Pardo |
| 3   | Cartagena de Indias | Parafia Najświętszej Maryi Panny Miłosierdzia |         | Kościół Najświętszej Maryi Panny Miłosierdzia w Cartagena de Indias | El Cabrero Cra.2ª # 41-212, Cartagena             | ks. John Mahony                      |
| 4   | Cartagena de Indias | Parafia św. Augustyna                         |         | Kościół św. Augustyna w Cartagena de Indias                         | Canapote, Cll 63 # 14-54, Cartagena               | ks. Omar Cárdenas Narváez OAR        |
| 5   | Cartagena de Indias | Parafia św. Franciszka                        |         | Kościół św. Franciszka w Cartagena de Indias                        | San Francisco Cll 78B # 11A-10, Cartagena         | ks. Elkin Acevedo Carrasquilla       |
| 6   | Cartagena de Indias | Parafia św. Józefa                            |         | Kościół św. Józefa w Cartagena de Indias                            | Manga 2ª Av. # 21-70. Cartagena                   | ks. Jorge Esteban Parra Vargas OCD   |
| 7   | Cartagena de Indias | Parafia św. Jana Eudesa                       |         | Kościół św. Jana Eudesa w Cartagena de Indias                       | Daniel Lemaitre Cr 15 # 69B-46, Cartagena         | ks. Humberto Gómez CJM               |
| 8   | Cartagena de Indias | Parafia św. Anny                              |         | Kościół św. Anny w Cartagena de Indias                              | Centro Cr 3ª# 5-38, Cll. Santo Domingo. Cartagena | ks. Ignacio Lozano Oliveros          |
| 9   | Cartagena de Indias | Parafia św. Rity                              |         | Kościół św. Rity w Cartagena de Indias                              | Santa Rita Cll 54# 17-60, Cartagena               | ks. Jorge Iván Moreno Ortíz SJ       |